# Olios
Olios es el género más grande de Sparassidae. Se encuentra distribuido en todo el mundo, con la mayoría de las especies en países cálidos. El género fue descrito por primera vez por Charles Athanase Walckenaer en 1837. Contiene más de 250 especies.

## Enlaces externos

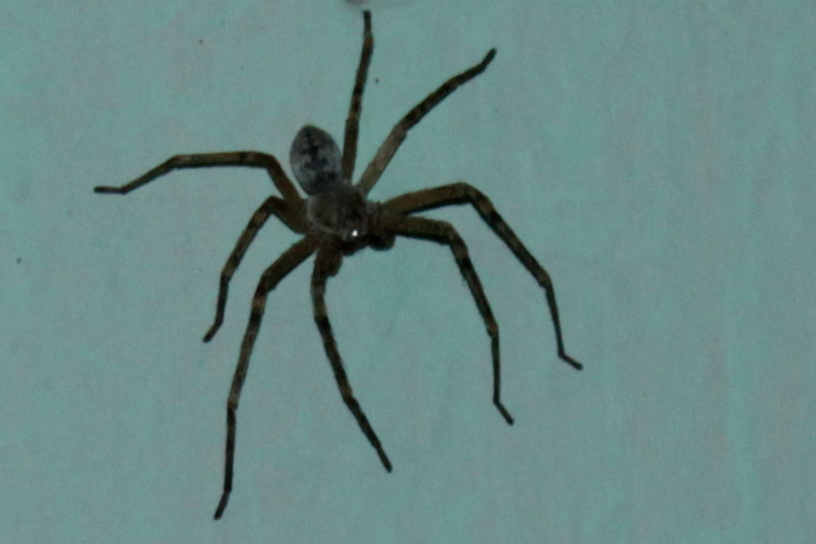
Olios SP

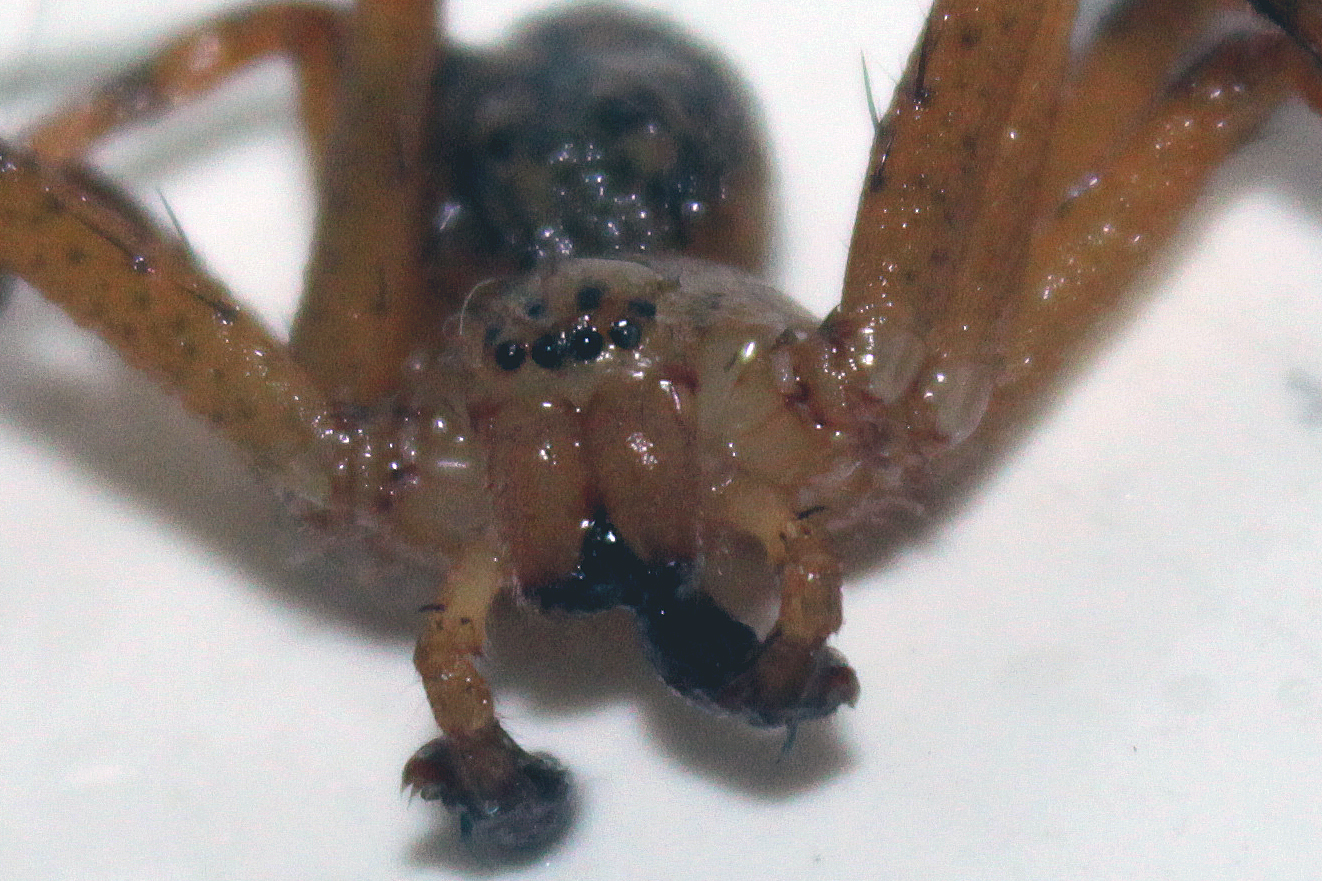
Olios SP Closeup